# ملائکه

## خصوصیات ملائکه
ملائکه جمع ملک می باشد وحروف اصلی آن ألک از باب ضرب یضرب أَلَکَ یَأْلِکُ ألکًا و ألوکًا بمعنى رسالت است.موجوداتی شریف و باکرامت‌اند که همواره در تسبیح و تقدیس پروردگارند. به اعتقاد مسلمانان فرشتگان از عقل و شعور برخوردارند و بندگان گرامی خداوندند. وظیفه فرشتگان- پس از عبادت- وساطت میان پروردگار و جهان هستی است. آنان فرمان خداوند درباره جهان را جاری می‌کنند.
فهرست فرشتگان
فرشته‌ها در اسلام(جبروت)
- اسرافیل (فرشته صور)
- جبرئیل (روح القدس)
- رافائل (فرشته)
- عزرائیل (ملك الموت)
- فطرس ملک
- مالک (فرشته)
- میکائیل (فرشته روزی)
- نکیر و منکر
- ماروت
- هاروت
- بشیر و مبشر

فرشته‌ها در مسیحیت
- اپولیون
- تختها
- دوبیل
- سندلفون
- کاتاریسم
- کروبی‌ها
- لوسیفر
- متاترون
- یوریل
- شیطان

فرشته‌ها در یهودیت
- سرافی‌ها
- سمائیل

فرشتگان مقرب
فرشته‌های افسانه‌ای
- آینور (سرزمین میانی)
- دانته (شیطان هم می‌گرید)
- زیر آسمان برلین
- شهر فرشته‌ها
- کستیل (سوپرنچرال)
- والار (سرزمین میانی)

1. ↑  https://www.alketab.org/%D8%A7%D9%84%D8%A3%D9%86%D8%A8%D9%8A%D8%A7%D8%A1_%D9%A2%D9%A7